# Dendronephthya translucens
Dendronephthya translucens är en korallart som beskrevs av Henderson 1909. Dendronephthya translucens ingår i släktet Dendronephthya och familjen Nephtheidae. Inga underarter finns listade i Catalogue of Life.